# Wojciechów (gromada w powiecie radomskim)
Wojciechów (do 30 XII 1959 Jastrzębia; od 31 XII 1962 Jastrzębia) – dawna gromada, czyli najmniejsza jednostka podziału terytorialnego Polskiej Rzeczypospolitej Ludowej w latach 1954–1972.
Gromady, z gromadzkimi radami narodowymi (GRN) jako organami władzy najniższego stopnia na wsi, funkcjonowały od reformy reorganizującej administrację wiejską przeprowadzonej jesienią 1954 do momentu ich zniesienia z dniem 1 stycznia 1973, tym samym wypierając organizację gminną w latach 1954–1972.
Gromadę Wojciechów z siedzibą GRN w Wojciechowie utworzono 31 grudnia 1959 w powiecie radomskim w woj. kieleckim w związku z przeniesieniem siedziby GRN gromady Jastrzębia  z Jastrzębi do Wojciechowa i przemianowaniem jednostki na gromada Wojciechów.
Gromadę zniesiono 31 grudnia 1962 w związku z przeniesieniem siedziby GRN z Wojciechowa z powrotem do Jastrzębi i zmianą nazwy jednostki na gromada Jastrzębia.